# Шассе культура
Культура Шассе-Лагоцця, або Шасейська культура, — назва археологічної культури пізнього неоліту — раннього енеоліту, що передувала культурі дзвоноподібних келихів, є наступницею сернійської культури Існувала близько 4500 - 3500 рр.. до Р. Х.

## Походження та регіональні зв'язки
Як зазначає О. Л. Монгайт, місцями шасейська культура співіснує з епікардіальними культурами, в інших місцях шасейські шари лежать вище шарів з епікардіальною керамікою 
. 
Згідно з іншими гіпотезами, шасейська культура є розвитком локального варіанта кардіальної кераміки 
.
Була споріднена культурі Кортайо на території Швейцарії та культурі Віндмілл-Гілл на території Великої Британії.

## Поширення
У Франції назва «Шассе» дано за типовою археологічною пам'яткою біля Шассе-ле-Камп (департамент Сона і Луара), де археологічні пам'ятки показують безперервність проживання людей бронзової та залізної доби, у римський період та Середні віки.
В Італії культура Лагоцца була поширена Лігурійським узбережжям, в Емілії та Ломбардії. 
Характерні добре обпалені судини з гладкою або глянсуватою поверхнею, без ручок, але з отвором для підвішування, або з ручками та прямою або потовщеною верхньою стінкою, а також тарілкоподібні судини. 
Носії культури жили у природних печерах та відкритих стоянках. 
Поховання вивчені погано, тільки у Гротта делла Коломбіна знайдені скорчені трупоположення, що супроводжуються керамікою цієї культури 
.
Шасейська культура була поширена на рівнинах і плато стародавньої Франції, включаючи долини Сени та верхньої Луари, і досягала території сучасних департаментів Верхня Сона, Воклюз, Альпи Верхнього Провансу, Па-де-Кале та Ер і Луара. 
При розкопках у Берсі (Париж) було виявлено шасейське поселення (4000 - 3800 рр. до Р. Х.) на правому березі Сени; серед знайдених артефактів — дерев'яні човни, кераміка, луки та стріли, дерев'яні та кам'яні знаряддя.

## Спосіб життя
Тубільці культури Шассе-Лагоцця були осілими фермерами (вирощували жито, просо, яблуню, грушу, сливу) та скотарями (вівця, коза, корова). 
Жили у будинках, згрупованих у невеликі села (100-400 осіб). 
Їхня кераміка майже не мала прикрас. 
Вони не володіли металообробкою, використовували крем'яні знаряддя.
На початку 21 ст. було виявлено велике поселення цієї культури Вернег (Vernegues) 
.

## Занепад
Близько 3500 до Р. Х. на півночі Франції шасейська культура поступається місцем пізнішій енеолітичній культурі Сени-Уази-Марни (3100 - 2000 рр. до Р. Х..) іншого походження, а на півдні Франції і крайньому північному заході Італії — розпадається на низку дрібних локальних варіантів (культура Пе-Рішар, культура Вераза тощо).
Як ймовірні нащадки шасейської культури розглядаються лігури
.

## Хронологія
- 4000: шассейське поселення Берсі біля Парижа;
- 4400: шассейське поселення Сен-Мішель-дю-Туш біля Тулузи;
- 4400: виникнення рессенської культури[en] у Бом-де-Гонвійяр, департамент Верхня Сона;
- 3190: шассейські пам'ятники у Кальвадосі;
- 3530: шассейські пам'ятники у Па-де-Кале;
- 3450: занепад шассейської культури у департаменті Ер і Луара;
- 3400: занепад шассейської культури у Сен-Мітрі (департамент Альпи Верхнього Провансу).